# Eric Carmen
Eric Howard Carmen (11. srpna 1949 Cleveland, Ohio – 10. března 2024 Paradise Valley) byl americký zpěvák, skladatel, kytarista a klavírista.
Byl pět let zpěvákem skupiny The Raspberries, kterou založil v Clevelandu v roce 1970. Skupina měla několik hitů (např. Go All The Way), ale v roce 1975 se rozpadla. Poté se Carmen vydal na sólovou dráhu. Proslavil se v roce 1976 svou popovou adaptací druhé věty Rachmaninovova Klavírního koncertu č. 2 c moll All By Myself, dalšími hity byly písně Never Gonna Fall In Love Again, She Did It, Hungry Eyes a Make Me Lose Control.